# Constantin Rădulescu
Constantin Rădulescu, noto come Costel (Cluj-Napoca, 5 ottobre 1896 – 31 dicembre 1981) è stato un calciatore, allenatore di calcio, arbitro di calcio e bobbista rumeno. Fu anche soldato durante la prima guerra mondiale e bobbista.

## Biografia

### Calciatore ed allenatore
Costel Rădulescu fu ufficiale dell'esercito rumeno nella prima guerra mondiale tra il 1916 e il 1918. Nel 1917, partecipò al fronte nella battaglia di Mărăști dove subì delle ferite al braccio destro. Nel 1919 partecipò ai Giochi fra gli Alleati tenutisi allo Stadio Pershing di Parigi. Dopo la fine della Grande Guerra, giocò a calcio tra il 1919 e il 1923 nell'Olympia Bucarest e nel Tricolor Bucarest. Dopo il 1923, Rădulescu divenne allenatore, arbitro e amministratore nel settore calcistico. Fu coinvolto nello sviluppo della Federazione rumena e tra il 1923 e il 1938 fu, in varie occasioni, manager e selezionatore della Romania. Guidò la Nazionale rumena nelle prime tre edizioni della Coppa del Mondo. A lui, è dedicato lo Stadio Dr. Constantin Rădulescu.

### Arbitro
Rădulescu fu arbitro per 20 anni e diresse circa 300 partite, tra partite di prima divisione e partite internazionali. Fu guardalinee in alcune partite del Mondiale 1930.

### Bobbista
Rădulescu prese parte alle Olimpiadi invernali 1936 a Garmisch-Partenkirchen come bobbista. Ottenne il 15º posto nel bob a due e non si classificò nel bob a quattro.

## Palmarès
- Coppa dei Balcani per nazioni: 3

Romania: 1929-1931, 1933, 1936